# Gällsjön (Nösslinge socken, Halland)
Gällsjön är en sjö i Varbergs kommun i Halland och ingår i Himleåns huvudavrinningsområde.